# Sphendononema rugosa
Sphendononema rugosa är en mångfotingart som först beskrevs av Newport 1844.  Sphendononema rugosa ingår i släktet Sphendononema och familjen Pselliodidae. Inga underarter finns listade i Catalogue of Life.